# Ricard Urgell i Carreras

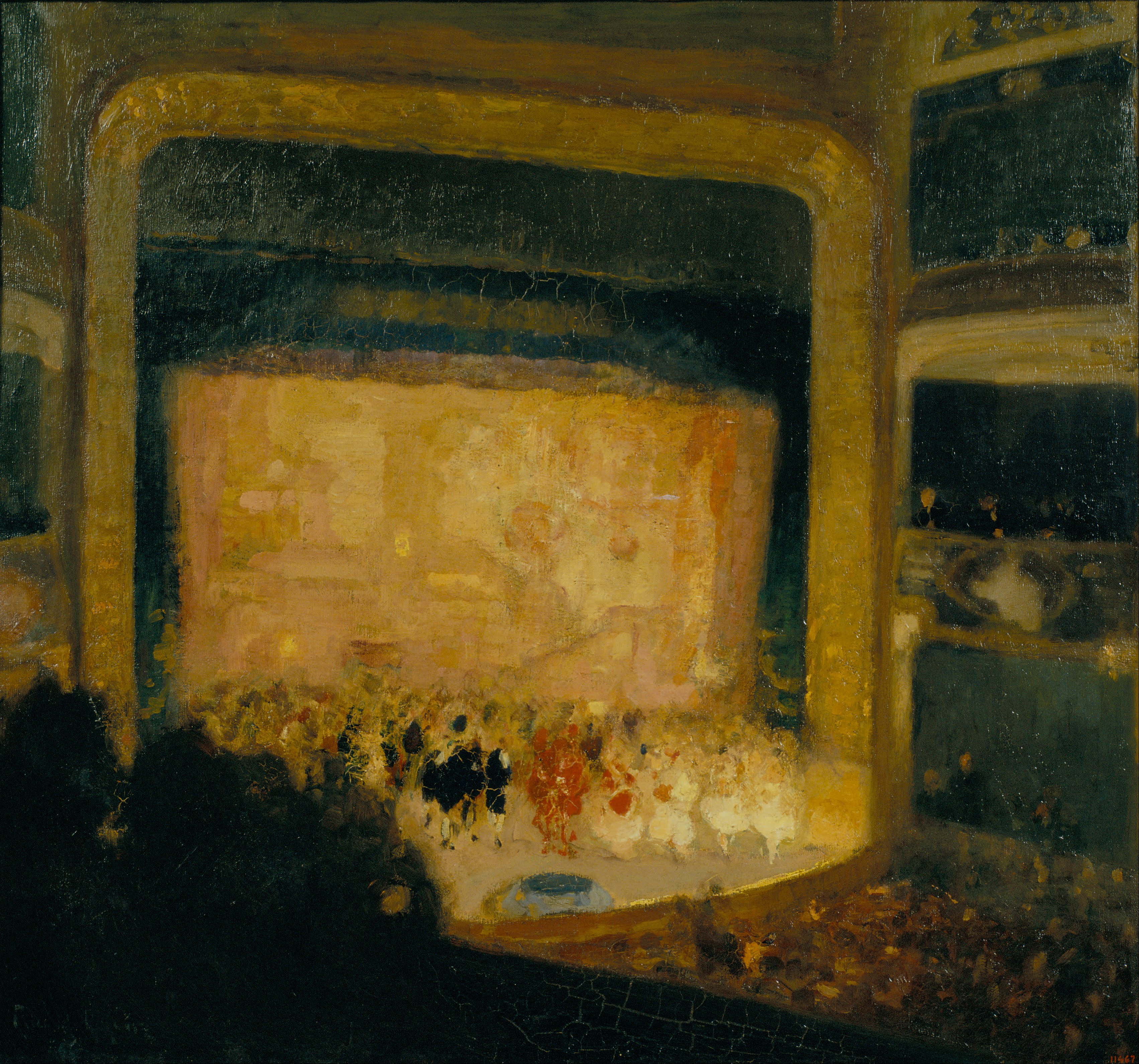
Òpera, conservat al MNAC

Ricard Urgell i Carreras (Barcelona, 20 de setembre de 1873 - ídem, 6 de juliol de 1924) fou un pintor català, fill i deixeble de Modest Urgell i Inglada i Eleonor Carreras Torrecasana. Estudià a l'Escola de la Llotja, on fou professor de dibuix artístic des del 1902. Exposà per primer cop a la Sala Parés el 1889. Començà pintant figures i retrats, caracteritzant-se en escenes de teatre, circ, music-hall, etc. Obtingué diversos premis en exposicions de Barcelona (1896, 1907), Madrid (1897, 1910, 1917, 1920), la de Buenos Aires del 1910 i a la internacional de Brussel·les; a l'exposició barcelonina del 1923 li fou dedicada una sala d'honor. Fou, amb Anglada i Camarasa, un dels pocs pintors que explorà a fons les possibilitats de la llum artificial, i al seu estudi de Gràcia tenia una bateria d'il·luminació elèctrica per a pintar. Pintor d'estil realista, es dedicà al paisatge, però destacà en la descripció d'ambients d'interiors públics, amb una certa tècnica postimpressionista.
Actualment a Catalunya hi ha obres d'aquest artista per exemple al Museu Nacional d'Art de Catalunya, al Museu Abelló de Mollet del Vallès i a la Biblioteca Museu Víctor Balaguer de Vilanova i la Geltrú.